# Legionella qingyii
Espèce
Legionella qingyii est une des espèces du genre de bactéries Legionella isolée en Chine. Ce sont des bacilles à Gram négatif de la famille des Legionellaceae faisant partie du phylum des Pseudomonadota.

## Historique
Legionella qingyii est une bactérie décrite en 2019 sur la base de deux souches (km488 et km489) isolées de l'eau douce de la rivière Majiagou de la ville de Harbin (province de Heilongjiang, Chine) en août 2013 auxquelles s'ajoutent une autre souche (km521) isolée d'un lac chinois.

## Taxonomie
Le nom correct de ce taxon est Legionella qingyii.

### Étymologie
L'étymologie de cette espèce Legionella qingyii est la suivante : qing.yi’i N.L. gen. masc. n. qingyii, qui se réfère au microbiologiste chinois Qingyi Zhu, lequel a été un pionnier du travail sur les Legionella en Chine,. Le nouveau nom a été validé également en 2019 par l'ICSP et publié dans la liste de validation des noms de bactéries.

### Phylogénie
Les analyses phylogéniques basées sur le gène mip montrent une très grande similarité entre la séquence des souches testées et celle de Legionella gormanii. En plus de mip, trois autres gènes ont été utilisés, et les résultats concaténés de ces quatre gènes (mip, ARNr 16S, rpoB et rnpB) permettent de classer les souches km488, km489 et km521 sur le même nœud que L. gormanii tout en représentant une espèce différente.
Les hybridations ADN-ADN totales avec les espèces les plus proches, à savoir, L. gormanii, L. dumoffii, L. cherrii, L. anisa, L. parisiensis, sont compris entre 26.35 % et 14.92 %, bien inférieur aux 70% d'hybridation entre souches d'une même espèce.

## Description

### Caractéristiques
Legionella qingyii est une bactérie aérobie à Gram négatif. C'est un bacille mobile avec flagelle. Les cellules mesurent 0,5 µm à 0,7 µm de diamètre pour 1,6 µm à 3,2 µm de long. Cette bactérie est capable de croître sur milieu BCYEα où elle forme des colonies circulaires d'environ 1 mm de diamètre au bout de 7 jours. Elle nécessite des milieux supplémentés en L-cystéine pour sa culture. La croissance est optimale à 35°C mais reste possible entre 25 et 42 °C. Ses tests biochimiques se révèlent positifs pour les activités gélatinase, catalase, β-lactamase et du brunissement de milieu supplémenté en tyrosine. Les réactions sont par contre négatives pour les tests d'activité de l'oxydase, uréase, l'hydrolyse de l'hippurate, de la réduction du nitrate en nitrite. Sur galerie API ZYM, les tests suivants sont positifs ou faiblement positifs : phosphatase alcaline, estérase, estérase lipase (C8), leucine arylamidase, valine arylamidase, cystine arylamidase, phosphatase acide, naphthol-AS-BI-phosphohydrolase.
Le profil d'acides gras de cette espèce est formé d'anteiso-C15:0, C16:0, iso-C16:0, et anteiso-C17:0, sinon elle possède comme de nombreuses Legionella des acides gras et C16:1v7c  majoritairement.
Le pourcentage en bases GC de cette espèce est d'environ 37.8 %.
Comme certaines autres espèces de Legionella, Legionella qingyii autofluoresce de couleur blanc bleuté quand les colonies sont exposées aux UV.

### Souche type
La souche type de l'espèce Legionella qingyii est la souche km488 qui porte les identifiants  CCTCC AB 2018025, KCTC 15636 et NRBC 113223,.

## Habitat
L'espèce LLegionella qingyii est une espèce de bactérie dont la souche type, km488 a été isolée de prélèvement d'eau en Chine.